# Ali Stroker
Alyson "Ali" Mackenzie Stroker, född den 16 juni 1987 i Ridgewood, New Jersey, är en amerikansk skådespelare och sångerska.

## Biografi
Stroker växte upp med sina föräldrar, en äldre bror och en yngre syster. När hon var två år gammal var hon med om en bilolycka som gav en skada på ryggraden och hon blev med det förlamad från midjan och nedåt.
Intresset för skådespeleri började redan under tonåren och Stroker deltog bland annat i musikaler i skolan. När Stroker tog examen från  New York University 2009 var hon den första rullstolsburna skådespelaren som tog examen vid universitets dramatiska fakultet.
Stroker är den första rullstolsburna skådespelaren som uppträtt på Broadway och även den första rullstolsburna skådespelaren att nomineras till och vinna en Tony Award.

## Roller i urval

### Film och TV[6]
- 2012 – The Glee Project (TV-serie)
- 2020 – Christmas Ever After
- 2022 – Ozark (TV-serie)

### Teater
- 2015 – Spring Awakening (musikal)[7]
- 2018 – Annie (musikal)
- 2019 – Oklahoma! (musikal)[7]

## Utmärkelser[8]
- 2019 – Tony Award, bästa kvinnliga biroll i en musikal.
- 2019 – Drama Desk Award, enastående biroll i en musikal.